# The Take

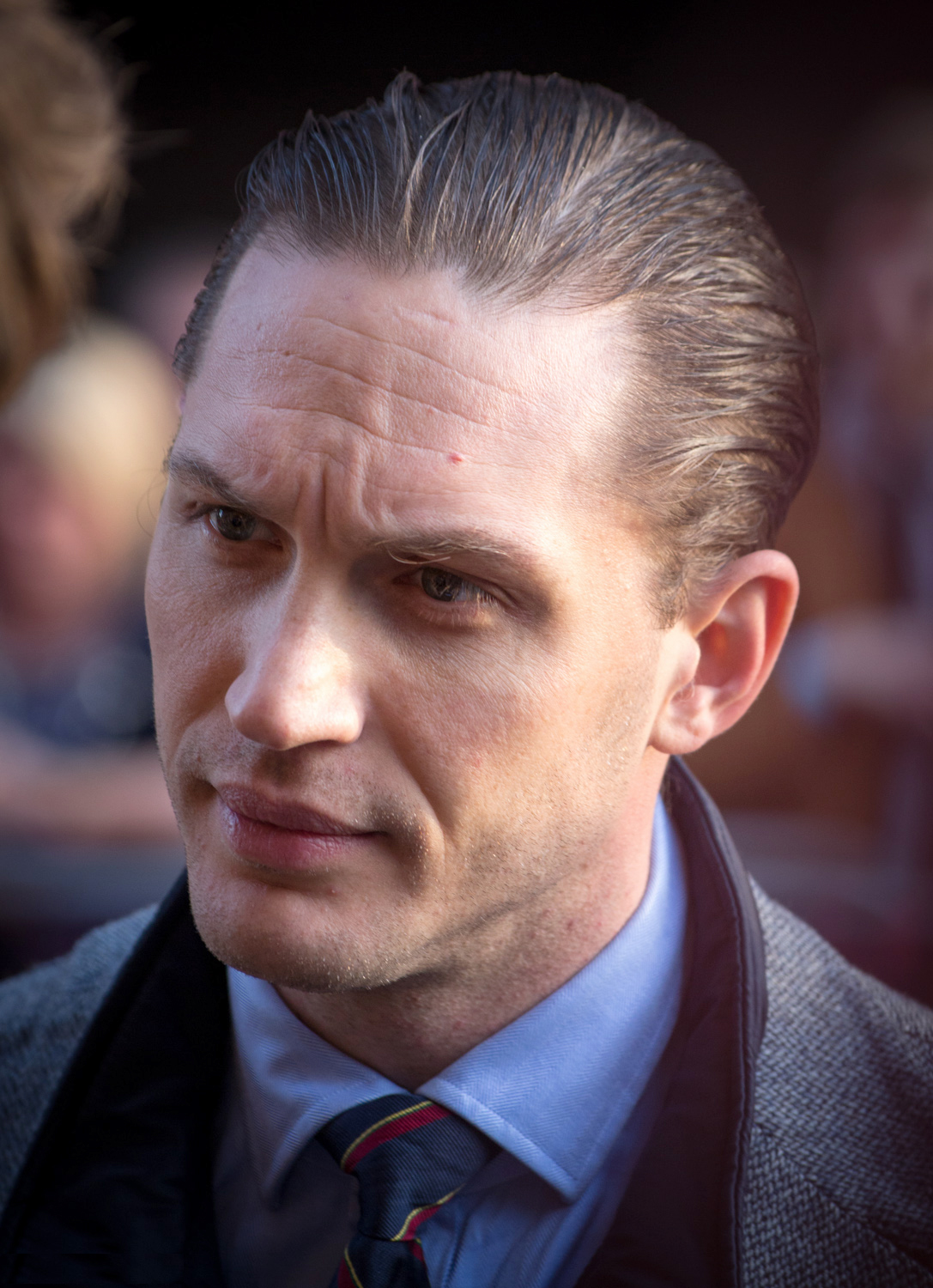
Tom Hardy en el estreno de Locke Birmingham 16 de abril de 2014

The Take (El Botín, en España) es una serie de drama criminal de la televisión británica, compuesta de cuatro capítulos, adaptada por Neil Biswas de la novela de Martina Cole, que se emitió por primera vez en el canal Sky1 el 17 de junio de 2009. Dirigida por David Drury, 
The Take sigue las actividades del sociópata criminal Freddie Jackson (Tom Hardy), quien recientemente fue liberado de prisión, solo para descubrir que su primo Jimmy (Shaun Evans) está tratando de hacerse un nombre a la espalda de su reputación. La serie también está protagonizada por Brian Cox, Kierston Wareing, Margot Leicester y Charlotte Riley.
El rodaje principal de la serie tuvo lugar en Dublín. Además de la música original de Ruth Barrett, la serie también utiliza "Club Foot" de Kasabian como tema de apertura. 
The Take fue la primera de las dos novelas de Cole adaptadas por Company Pictures para Sky1, la otra es The Runaway, protagonizada por Jack O'Connell y Joanna Vanderham, que siguió en 2011. The Take fue lanzado en DVD Region 2 el 6 de julio de 2009 por ITV Studios Home Entertainment.
La serie se emitió en los Estados Unidos entre el 2 y el 23 de diciembre de 2009 en Encore. El primer episodio reunió a 180.000 espectadores, mientras que el segundo atrajo a 152.000. La serie también se lanzó en el DVD de la Región 1 el 28 de agosto de 2012, a través de BFS Entertainment.
La serie recibió elogios de la crítica por la interpretación de Hardy de Freddie Jackson. En particular, Hardy y Charlotte Riley, quienes se conocieron mientras trabajaban juntos en la serie, con los años contrajeron matrimonio y tuvieron dos hijos en común. 

## Sinopsis
Freddie Jackson (Tom Hardy) acaba de salir de prisión. Ha cumplido condena, ha hecho las conexiones correctas y ahora está listo para usarlas. Su esposa Jackie (Kierston Wareing) sueña con tener a su esposo en casa, pero ha olvidado las filas de chicas que Freddie no puede dejar solas. Su primo menor, Jimmy, sueña con hacerse un nombre en la zona. Al principio, Freddie obtiene todo lo que siempre quiso y Jimmy es llevado a dar un paseo: un imperio del crimen en crecimiento que les da todo el respeto y el dinero que han ansiado. Detrás de todo se encuentra Ozzy (Brian Cox), el legendario padrino criminal que manipula los destinos de Freddie y Jimmy desde la celda de la prisión.
Amargada, resentida y cada vez más inestable, Jackie ve su vida desmoronarse mientras la estrella de su hermana pequeña Maggie (Charlotte Riley) asciende. Enamorada del primo de Freddie, Jimmy, Maggie está decidida a no terminar como su hermana. Freddie y Jackie ven a Jimmy y Maggie lograr todos los sueños que no lograron: amor, familia, estabilidad y respeto. El resentimiento y la incapacidad de controlarse obligan a Freddie a poner en riesgo el negocio y su familia. Dividido entre ser leal a un primo que ama y ser fiel a su propio destino, Jimmy se ve obligado a decidir entre proteger a Freddie o la vida que ha construido con Maggie.

## Reparto
- Tom Hardy es Freddie Jackson Jr.
- Shaun Evans es Jimmy Jackson
- Kierston Wareing es Jackie Jackson
- Charlotte Riley es Maggie Summers
- Margot Leicester es Lena Summers
- Brian Cox es Ozzy
- Jane Wood es Maddie
- Steve Nicolson es Lewis
- John Ashton es Joseph
- Megan Jossa es Kim
- Sara Stewart es Patricia
- Obi Abili es Des
- Macdara Joyce es el pequeño Jimmy
- René Zagger es Altay Nevzat
- Sam Vincenti es Fatik Nevzat
- Nicholas Day es Freddie Jackson Snr.
- Mark Huberman es Harry
- Chelsea O'Toole es Kimberly
- David Schofield es Siddy Clancy
- Hayley Angel Holt es Kitty Mason
- Sammy Williams es el pequeño Freddie

## Recepción

### Premios y nominaciones
| Año  | Ceremonia                | Categoría                  | Destinatarios y nominados | Resultado |
| ---- | ------------------------ | -------------------------- | ------------------------- | --------- |
| 2010 | Premio IFTA              | Mejor maquillaje y cabello | Ganador                   | [ 6 ]     |
| 2010 | Premio IFTA              | Mejor diseño de producción | Nominado                  | [ 6 ]     |
| 2010 | Premio de Televisión RTS | Mejor actor masculino      | Nominado                  | [ 7 ]     |